# هاري كوك
هاري كوك (بالإنجليزية: Harry Cook)‏ (29 مارس 1914 في المملكة المتحدة - ) هو لاعب كرة قدم بريطاني في مركز مهاجم داخلي. لعب مع نادي دمبرتون ونادي كيلمارنوك.

## وصلات خارجية
- هاري كوك على موقع قاعدة بيانات كرة القدم.إي يو (الإنجليزية)